# Roger Pontare
Roger Pontare (Örnsköldsvik, 17 ottobre 1951) è un cantante svedese.

## Biografia
Giovanissimo ha fatto parte del gruppo St. Pauls e poi del gruppo rock sinfonico, Nebulosa. Poco dopo, trasferitosi a Stoccolma ha lavorato in vari club ed è stato batterista in vari gruppi.
La sua grande opportunità arrivò quando interpretò Giuda nel musical "Jesus Christ Superstar". Più tardi vincendo il Melodifestivalen 1994 assieme a Marie Bergman rappresentò il suo paese all'Eurovision Song Contest che si tenne a Dublino. La loro canzone "Stjärnorna" ("Le stelle") ottenne il tredicesimo posto.
Nel 1999 tornò al Melodifestivalen con "Som Av Is" ("Come di ghiaccio"), arrivando quinto. Nel 2000 fu più fortunato, vinse di nuovo e rappresentò la Svezia, vestito da vichingo, all'Eurovision Song Contest che si tenne proprio a Stoccolma con "When Spirits Are Calling My Name". Questa canzone è la versione inglese di "När Vindarna Viskar Mitt Namn" e si è classificata al settimo posto.
Ha inciso gli album "I Vargens Spår" e "Den Stora Friheten".